# Santiago Méndez Ibarra
Santiago Méndez Ibarra (San Francisco de Campeche, 1798 – Città del Messico, 1872) è stato un politico messicano.
Fu governatore dello Yucatán tre volte (quattro se si considera che nel suo primo periodo fu provvisoriamente sostituito dal vice-governatore Miguel Barbachano, ma dopo tornò a ricoprire effettivamente la carica), durante il periodo dal 1840 al 1857.
Si alternò al potere della allora unificata Penisola dello Yucatán con Miguel Barbachano. Tra di loro diressero politicamente lo stato libero e sovrano dello Yucatán per poco più di un decennio, all'inizio della cosiddetta guerra delle caste e negli anni della separazione dello Yucatán dal Messico; e tra loro due, ognuno a capo della rispettiva fazione, vi fu una permanente lotta politica per il potere pubblico dello Stato. Fu suocero dello storico, giornalista e diplomatico Justo Sierra O'Reilly e nonno dello scrittore, maestro e giornalista Justo Sierra Méndez.
L'esploratore nordamericano John Lloyd Stephens, che aveva visitato lo Yucatán nel 1843, descrive così Santiago Méndez:

## Percorso politico
In gioventù Santiago Méndez fece parte del partito politico La Camarilla, che era di tendenza conservatrice; eppure più tardi fece parte dell'altro partito La Liga, di tendenza liberale.
Nel 1829 si espresse contro la rivolta militare che ebbe luogo nel Campeche, movimento che portò al potere José Segundo Carvajal, che era stato governatore nel 1823 e che agiva come agente politico di Antonio López de Santa Anna, che così aveva governato lo Yucatán nel 1824.
Santiago Méndez si presentò alle elezioni per la carica di governatore del 1840. Ne risultò vincitore, trascinando con sé come vice-governatore Miguel Barbachano y Tarrazo, che successivamente diverrà suo acerrimo avversario politico. In questa occasione entrambi si trovarono a far fronte all'invasione delle truppe federali inviate da Antonio López de Santa Anna, riuscendo a sconfiggerle con l'appoggio di parte della popolazione e dell'esercito federale dello Yucatán. In questo primo mandato Méndez rimase in carica fino al 1844, anche se a circa metà del medesimo lasciò la carica di governatore a Miguel Barbachano, per dedicarsi a dei viaggi.
Nel 1846, ci fu una ribellione a Campeche, suscitata ancora una volta dalle controversie fra centralisti e federalisti. Méndez tornò al potere, nominato governatore dal Congresso dello Yucatán. Suo vice-governatore fu Manuel Sales Baraona. Le lotte tra il partito "Mendista" e quello "Barbachanista" si acuirono dunque per questo. Prima del trionfo politico della fazione di  Méndez, Miguel Barbachano decise di ritirarsi e si autoesiliò a L'Avana (Cuba). In questa occasione Méndez proclamó la neutralità dello Yucatán nel conflitto che stava emergendo tra Messico e Stati Uniti d'America per la questione texana.
Ma nello Yucatán le cose peggiorarono con l'inizio della guerra delle caste, che giunse a complicare seriamente la situazione politica, economica e sociale nella Penisola dello Yucatán. Il governatore Méndez dedicò tutte le sue risorse per risolvere la situazione e giunse fino al limite di offrire la sovranità dello Yucatán, allo scopo di ottenere aiuto per risolvere la situazione bellica che peggiorava giorno per giorno. Come estremo rimedio fece appello all'unità interna, chiamando Miguel Barbachano che rientrasse nello stato nominandolo prima commissario nei negoziati di pace con gli indigeni e poi rinunciando al governatorato a favore proprio di Barbachano.
Santiago Méndez visse un periodo lontano dalla politica fino a che, nel 1855, passata la crisi peggiore della guerra delle caste, fu chiamato dal presidente Juan N. Álvarez per esercitare nuovamente il governatorato dello Yucatán, ad interim, fino al 1857. Durante questo periodo di governo, Méndez si dedicò alla ristrutturazione dell'economia e alla riorganizzazione dell'amministrazione pubblica, entrambe seriamente danneggiate a causa della sollevazione indigena e dei conflitti interni fra Campeche e Mérida. Al termine del suo interinato toccò a Méndez fare il giuramento della Costituzione messicana. Nel medesimo anno, il 7 agosto, a causa delle elezioni per il governatore, che furono vinte da Pantaleón Barrera, si formò il movimento indipendentista dei campechanos, che culminò nel 1862 con la creazione dello stato libero e sovrano di Campeche e il riconoscimento da parte del governo federale di Benito Juárez. Méndez, nonostante fosse nato nel Campeche, era contrario a questo movimento separatista e andò a Città del Messico per ostacolarne il processo e impedire la scissione dello stato dello Yucatán, ma i suoi sforzi furono vani.
Dopo questi insuccessi, Santiago Méndez tornò nello Yucatán. Successivamente visse per un periodo nello stato di Veracruz, per poi installarsi definitivamente a Città del Messico, ove morì di pleurite nel 1872, all'età di 74 anni.

## Opere
Santiago Méndez scrisse un grosso testo intitolato Noticias sobre las costumbres, trabajo, idioma, industria, fisonomía, etc. de los indios de Yucatán che fu pubblicato sul giornale El Repertorio Campechano.